# Onychoprion
Onychoprion (лат.) — род птиц семейства чайковых. Представителей рода ранее включали в род Sterna.

## Классификация
Международный союз орнитологов включает в род четыре вида:
| Изображение | Русское название       | Научное название  | Распространение                                                                                                   |
| ----------- | ---------------------- | ----------------- | --- |
|             | Onychoprion lunatus    | Очковая крачка    | тропические районы Тихого океана                                                                                  |
|             | Onychoprion anaethetus | Бурокрылая крачка | Красное море, Персидский залив, Тихий океан, западная часть Индийского океана, Карибский бассейн, западная Африка |
|             | Onychoprion fuscatus   | Тёмная крачка     | от Красного моря через Индийский океан до центра Тихого океана                                                    |
|             | Onychoprion aleuticus  | Алеутская крачка  | Аляска, восточные районы Сибири; зимует в Австралазии и Океании                                                   |